# Massais
Os massais são um grupo étnico africano de seminômades que vive no Quênia e no norte da Tanzânia com uma população total de 841 622 (dados de 2009). É geralmente aceito que seus ancestrais migraram do sul da área de fronteira entre Etiópia e Quênia ao longo do Vale do Rift, gradualmente se espalhando para as planícies circundantes no centro e sul do Quênia moderno e norte e centro da Tanzânia. Ao expandirem seu território, afastaram principalmente os grupos falantes de Kalenjin, alguns pastores, outros caçadores-coletores ou agricultores.

## História
No início do século XIX, os Maasai haviam se tornado o grupo dominante no Vale do Rift, nas planícies do Serengeti e nas pastagens circundantes. No entanto, apesar de sua cultura guerreira e habilidades de combate, os Maasai não estabeleceram estados ou estruturas políticas centralizadas, preferindo invadir outros grupos a governá-los. No final do século XIX, os Maasai estavam enfraquecidos por epidemias de peste bovina e varíola, o que facilitou sua subjugação pelas potências coloniais britânicas no Quênia e alemãs em Tanganica.
No início do domínio colonial britânico no Quênia, os Maasai que viviam no norte e centro do Vale do Rift foram realocados para o sul do país, moldando as atuais áreas de habitação Maasai. Durante a colonização e o período pós-colonial, os Maasai perderam terras para colonos europeus, parques de vida selvagem e a colonização agrícola africana. Eles foram confinados em "reservas nativas" e seu movimento foi severamente restringido.
Devido aos seus costumes distintos e residência próxima aos parques de caça da África oriental, eles se situam entre os grupos étnicos africanos mais bem conhecidos internacionalmente. Os massai preservam muitas de suas tradições culturais enquanto se engajam nas forças econômicas, sociais e políticas contemporâneas regionais e globais. Seu idioma é o maa. Em 1994, a população massai no Quênia estava estimada em 453 000 e em 1993, a população massai da Tanzânia estava estimada em 430 000, perfazendo uma estimativa de população massai total de 883 000. As estimativas das populações Massai em ambos os países é complicada devido sua natureza nômade e a eles serem o único grupo étnico autorizado a viajar livremente pelas fronteiras entre o Quênia e a Tanzânia.

## Cultura

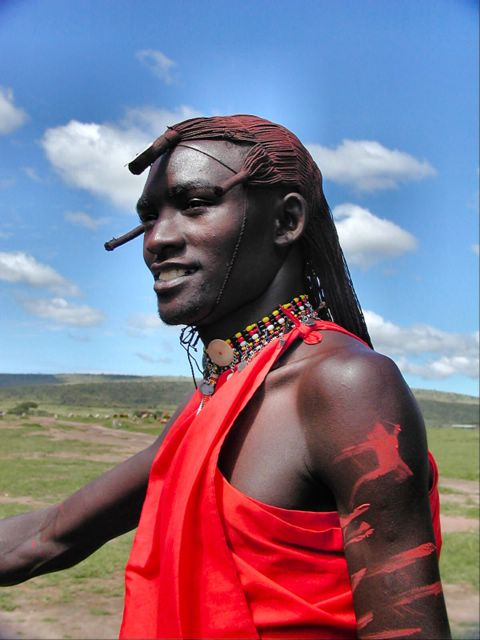
Massai adulto

Os Maasai são pastores nômades cuja cultura é profundamente enraizada na criação de gado. Eles acreditam que todo o gado do mundo foi dado a eles por Deus, legitimando suas invasões de gado de outros grupos. Os guerreiros Maasai viviam em aposentos separados e estavam sempre prontos para o combate e ataques de gado. As invasões de gado eram uma maneira de os jovens guerreiros provarem seu valor e realizações na sociedade. 
A cor oficial massai é o vermelho e se distinguem das outras tribos vestindo sempre alguma coisa vermelha, porém pequena. Sua sociedade é patriarcal por natureza, com os mais velhos decidindo sobre a maioria das questões para cada grupo massai. O "laibon", o assim chamado líder espiritual deste povo, atua como intermediário entre os massai e seu único deus, "Enkai", assim como também ele é a fonte do conhecimento sobre as ervas. O estilo de vida tradicional massai se concentra em seu gado, que constitui sua principal fonte de alimento. Os governos da Tanzânia e do Quênia instituíram programas para encorajar os massai a abandonarem seu estilo de vida nômade tradicional e adotar um estilo de vida agrário. 
A classe social dos massais é determinada pelo número de vacas pertencentes às famílias. Sendo nômades, os massai constroem casas temporárias com esterco de vaca e barro. As casas são construídas em um círculo, e às noites, as vacas são conduzidas ao centro, protegidas dos animais selvagens. 
Os jovens Massai são iniciados na maioridade através de várias cerimônias de iniciação. A principal é a circuncisão, onde milhares de meninos, pertencentes a uma determinada faixa etária, são circuncidados na mesma época. Existe um mito propagado pela indústria do turismo de que cada jovem deve matar um leão antes de ser circuncidado. Isto não é verdade. Entretanto, matar um leão proporciona grande valor e fama na comunidade. 
Os casamentos são planeados, marcados por um homem que desenha um X vermelho na barriga de uma mulher grávida solteira. Se ela recusar a fazê-lo, ficará sem a sua casa. As mulheres só se podem casar uma única vez na vida, enquanto que os homens podem ter mais do que uma esposa (se tiverem vacas suficientes para o dote, eles podem ter mais de uma ao mesmo tempo).

### Religião
O ser supremo e criador dos massai se chama Enkai (também chamado Engai) guardião da chuva, da fertilidade, do sol e do amor, aquele que deu o gado ao povo Massai. De acordo com algumas fontes, Neiterkob "aquele que fundou a Terra" pode ter referência com Enkai. Neiterkob é uma deidade menor, conhecido como o mediador entre seu deus e o homem. Olapa é a deusa da Lua, casada com Enkai, em que habita o Ol Doinyo Lengai. Enkai tem duas manifestações: Enkai Narok (o deus negro, benevolente) e Enkai Nanyokie (o deus vermelho, vingativo). O gado é considerado um presente divino de Enkai, e muitas práticas religiosas dos Maasai estão centradas em torno do gado.

#### Rituais e Cerimônias
Os Maasai têm uma rica tradição de rituais e cerimônias que marcam as principais etapas da vida. A circuncisão é um rito de passagem crucial para os jovens, tanto homens quanto mulheres. Para os homens, a circuncisão marca a transição de menino para guerreiro, enquanto para as mulheres, é vista como uma preparação para o casamento e a vida adulta.
Outras cerimônias importantes incluem o Eunoto (a transição dos guerreiros para anciãos), e cerimônias de casamento que envolvem complexos rituais de dote. 

### Modificações corporais
Em tempos passados, ambos os sexos tinham um ou dois dentes incisivos centrais superiores extraídos durante a infância. Isto servia para facilitar a alimentação dos bebês ou crianças pequenas caso adoecessem com tétano, cujo primeiro sintoma apresentado é o trismo (travamento das mandíbulas). A circuncisão é realizada nos meninos (que são proibidos de fazer qualquer ruído durante a cerimônia) e a clitoridectomia (remoção do clitóris) nas mulheres durante a puberdade. As mulheres mais velhas operam as garotas. O governo queniano e ONGs estão tentando acabar com a clitoridectomia. Os homens e as mulheres têm suas orelhas furadas e alargadas com o uso de discos, e assim os massai são facilmente reconhecidos caso estejam trajando roupas diferentes das suas roupas tribais, por exemplo, trabalhando em um hotel, porque suas orelhas são bastante peculiares. 

### Boma
Os massais vivem em pequenas cabanas feitas de esterco de vaca e estacas de acácia chamadas manyata. Um grupo de cabanas é construído dentro de uma área fechada por cercas espinhosas, formando uma aldeia que é chamada de "Enkang", evitando o ataque de leões, hienas, leopardos e outros animais selvagens e o gado fiquem fora de controle. OS massais permanecem nesta terra enquanto seu gado pasta; quando as pastagens secam, eles se mudam. Entretanto uma grande população dos Massai se estabeleceu nos distritos de Narok, Trans Mara e Kajiado, no Quênia. As mulheres constroem suas casas enquanto que os homens cuidam da segurança do assentamento (boma) e do gado.
As habitações são feitas de palhas, gravetos e cobertas com esterco de vaca e de elefante. Sua forma pode ser caracterizada como sendo um tronco de pirâmide de base retangular em que as arestas foram convenientemente arredondadas. Essas casas são providas de uma só porta, com o formato arredondado, numa das fachadas mais longas e que sempre é aberta na direção do sol nascente. Praticamente não existe janela, tornando a casa sem iluminação e ventilação.
Nessas casas moram aproximadamente 6 pessoas, sendo a mãe e os filhos porque é a tarefa da mulher é de cuidar dos filhos que o homem lhe deu. São divididas com 2 quartos, em um deles mora a mãe com os filhos menores de até 3 anos de idade, no outros os filhos com até 7 anos. Após isso eles são destinados a uma cabana diferente que é destinada exclusivamente para os jovens. Onde os homens são treinados para serem guerreiros e as mulheres destinadas às atividades domésticas e auxiliam as mulheres maiores a ordenhar as vacas, tendo assim um treinamento para se tornar mulher em uma tribo massai. E os homens revezando entre as casas visitando mais de uma mulher, o que é comumente normal desta cultura.

### Literatura
Sobre os massai, particularmente sobre a forma como parte desta comunidade está a ser afectada pelas alterações climáticas na região, está disponível o livro 'Horizontes em Branco', do escritor José Maria Abecasis Soares publicado em Novembro de 2010 pela Editorial Presença. 
Há também o filme da diretora alemã Hermine Huntgeburth, A massai branca (Die weisse Massai), baseado em uma história real.

## Economia
A economia Maasai é baseada no pastoreio de gado, que é crucial para sua identidade. Os Maasai também mantêm relações econômicas com grupos não pastoris, como os Dorobo, com quem mantêm uma relação simbiótica, mas desigual. Os Dorobo, que são caçadores-coletores e agricultores, são considerados pelos Maasai como "sem gado" e, portanto, pobres. A relação dos Maasai com os grupos agrícolas, como os Kikuyu e os Chagga, é mais complexa, envolvendo tanto conflito quanto comércio.
Durante o período colonial, os Maasai perderam terras e foram confinados em reservas, o que levou ao sobrepastoreio. No período pós-colonial, os governos continuaram a pressionar os Maasai a se estabelecerem permanentemente e a comercializarem seu gado, mas isso muitas vezes resultou em assentamentos ecologicamente insustentáveis e no aumento da desigualdade entre os agregados familiares Maasai.

### Turismo e Marginalidade
Os Maasai são uma atração importante na indústria do turismo na África Oriental, sendo frequentemente fotografados e visitados por turistas. Eles transformaram isso em uma fonte de renda, oferecendo danças folclóricas, visitas a seus acampamentos e venda de souvenirs. No entanto, essa marginalidade cultural enfatiza sua diferença e os mantém em posições marginais aos olhos do mundo moderno.

Os Maasai continuam a perder terras para reservas de vida selvagem e parques nacionais, enquanto a indústria do turismo oferece novas oportunidades econômicas. A marginalidade cultural dos Maasai, paradoxalmente, aumenta sua importância econômica na indústria do turismo, onde são exibidos como exemplares exóticos de uma cultura remota e em extinção.